# История столиц Северо-Западных территорий
История столиц канадской административной единицы Северо-Западные территории начинается с момента приобретения в 1869 году властями Канады земель, образовавших Территорию, у Компании Гудзонова залива. Отличие Северо-Западных территорий от прочих провинций и территорий Канады состоит в том, что здесь столица менялась много раз. Под термином «столица» в данном тексте понимается место размещения Законодательной Ассамблеи Северо-Западных территорий; в отличие от прочих провинций и территорий Канады, в истории Северо-Западных территорий был период (с 1911 по 1967 годы), когда её законодательная и исполнительная ветви власти размещались в разных населённых пунктах.

## Форт-Гарри, Виннипег (1870—1876)
В 1868 году правительство Канады приняло Акт о Земле Руперта 1868 года, в соответствии с которым у Компании Гудзонова Залива были за 300 тысяч фунтов стерлингов приобретены Земля Руперта и Северо-Западная территория. В то время это были в основном необитаемые земли, для которых не существовало карт. После приобретения правительство решило объединить обе покупки под одной юрисдикцией и образовать для них единый орган управления.
В 1869 году Уильям Макдугалл (член Парламента от Онтарио) был назначен лейтенант-губернатором Северо-Западных территорий и отправился через территорию США в Форт-Гарри, чтобы начать официальное управление ими от имени канадского правительства. Однако местные поселенцы, недовольные действиями властей, начали восстание под руководством Луи Риэля, и не пустили его в Форт-Гарри. Правительство Канады пошло на соглашение с повстанцами, и 5 июля 1870 года в состав Канадской Конфедерации вошли одновременно Северо-Западные территории и провинция Манитоба, образованная на землях долины Ред-Ривер; в соответствии с «Актом о временном управлении 1870 года» Форт-Гарри стал административным центром обоих территориальных образований. Лейтенант-губернатором одновременно провинции Манитоба и Северо-Западных территорий в 1870 году был назначен Адамс Джордж Арчибальд.
В 1872 году Адамса Джорджа Арчибальда на объединённом посту лейтенант-губернатора двух административных образований сменил Александр Моррис. Он создал Временный Совет Северо-Западных территорий (состоявший в основном из членов свежеобразованной Законодательной Ассамблеи Манитобы); лейтенант-губернатор и Временный Совет в соответствии с Актом о Манитобе осуществляли управление Северо-Западными территориями за пределами границ провинции Манитоба.
Временный Совет обновлялся правительством Конфедерации ежегодно вплоть до 1875 года, когда было решено образовать новое правительство, которое разместится на землях собственно Северо-Западных территорий. Форт-Гарри остался резиденцией властей провинции Манитоба, и постепенно развился в город Виннипег.

## Форт-Ливингстон, Северо-Западные территории (1876—1877)
В соответствии с «Актом о Северо-Западных территориях 1875 года» (вступившем в силу 7 октября 1876 года) Временный Совет Северо-Западных территорий был распущен, а вместо него было образовано постоянное правительство. В качестве временного места размещения Совета Северо-Западных территорий был выбран располагавшийся к западу от Манитобы основанный в 1875 году опорный пункт Северо-Западной конной полиции — Форт-Ливингстон (на землях современной провинции Саскачеван). Резиденцией лейтенант-губернатора и местом проведения заседаний Законодательного совета стало находящееся на территории форта здание казарм. Это стало возможным, так как в 1876 году основные силы конной полиции были переведены в Форт-Маклеод для борьбы с нелегальной торговлей виски.
В 1875 году строящаяся Канадская тихоокеанская железная дорога дошла с востока до Виннипега. В 1876 году лейтенант-губернатор Дэвид Лэйрд принял решение сделать постоянной столицей Северо-Западных территорий недавно основанный Бэтлфорд, через который железную дорогу планировалось повести дальше на запад.

## Бэтлфорд, округ Саскачеван, Северо-Западные территории (1877—1883)
После размещения в Бэтлфорде началось нормальное развитие административной системы Северо-Западных территорий. Королевским указом были установлены избирательные округа, и в 1881 году состоялись первые выборы в Законодательное собрание (до этого времени все его члены были назначаемыми). В 1881 году Бэтлфорд посетили маркиз Лорн (генерал-губернатор Канады) со своей супругой принцессой Луизой.
В июне 1882 года лейтенант-губернатор Эдгар Дьюдни, проконсультировавшись с представителями Канадской тихоокеанской железной дороги о дальнейшей её трассе, принял решение о переносе столицы Северо-Западных территорий на юг, к речке Васкана. Решение вызвало огромный скандал, так как именно там находились принадлежавшие Дьюдни земельные владения.

## Реджайна, округАссинибойа, Северо-Западные территории (1883—1905)
На новом месте 27 марта 1883 года был официально основан город, которому принцесса Луиза в честь своей матери — королевы Виктории — дала название Реджайна.
В период пребывания в Реджайне правительство пыталось предоставить доступ к федеральным службам обитателям огромных территорий. Рост числа поселенцев, ответственность за регион Клондайк, постоянная борьба с федеральным правительством за увеличение законодательных полномочий, проблемы с небольшой налоговой базой — всё это снижало эффективность деятельности. В этот период правительство постепенно передавало полномочия избираемым членам. После того, как в 1897 году контроль над Исполнительным Советом был передан от лейтенант-губернатора избираемым членам, наступил короткий период, когда направление деятельности правительства стали определять политические партии.
В 1905 году премьер-министр Северо-Западных территорий Фредерик Холтэйн заключил соглашение с правительством Канады о том, что с 1 сентября южные, самые населённые части Северо-Западных территорий стали отдельными провинциями Саскачеван и Альберта со своими собственными органами законодательной и исполнительной власти. Северо-Западным территориям остались северные, самые малонаселённые земли, которые продолжили существовать в соответствии с законом от 1870 года под управлением федеральных властей. Реджайна стала столицей провинции Саскачеван, а новый совет Северо-Западных территорий стал заседать в Оттаве в провинции Онтарио.

## Оттава, Онтарио (1905—1967) — столица законодательной власти
В 1905 году по распоряжению премьер-министра Уилфрида Лорье местом пребывания правительства Северо-Западных территорий стала канадская столица город Оттава. После выделения самых населённых земель в отдельные провинции Саскачеван и Альберта, в регионе почти не осталось населённых пунктов с существенной инфраструктурой или населением. Неинуитское население этих земель в то время составляло около 1 тысячи человек; инуитов же никто не считал, так как канадское законодательство не предусматривало для них никакого статуса, и они не имели населённых пунктов.
Так как административная ситуация вернулась к условиям 1870 года, то повседневной жизнью Северо-Западных территорий стал назначаемый властями комиссар. Первым комиссаром Северо-Западных территорий стал Фредерик Уайт. Он обеспечил размещение в 1911 году в Форт-Смите некоторых гражданских служб (суда, банка и т. п.), сделав этот населённый пункт административной столицей Северо-Западных территорий.
В 1921 году, после 16-летнего перерыва, вновь был образован Совет Северо-Западных территорий. Он состоял из высокопоставленных чиновников, проживающих и работающих в Оттаве, в нём не было ни одного жителя собственно Территорий. Демократия вернулась на Территории лишь в 1951 году, когда там были проведены всеобщие выборы, благодаря которым в Совет было избрано три представителя (ещё пять членов Совета назначались федеральными властями). После выборов Совет начал чередовать места проведения своих заседаний: они стали проходить не только в Оттаве, но и в подходящих помещениях (школах, актовых залах и т. п.) различных населённых пунктов Северо-Западных территорий.

## Форт-Смит, округ Маккензи, Северо-Западные территории (1911—1967) — столица исполнительной власти
С 1911 года Форт-Смит стал административной столицей Северо-Западных территорий. Здесь разместились агент Департамента по делам индейцев, врач и станция Королевской канадской конной полиции. Форт-Смит был выбран из-за развитости и своего географического положения: сюда можно было добраться пароходом от конечной станции железной дороги в провинции Альберта, и отсюда открывался доступ к водным маршрутам на огромной территории. Даже после переноса столицы в Йеллоунайф многие службы продолжали действовать из Форт-Смита, так как в новой столице ещё не было необходимой инфраструктуры.

## Комиссия Карротерса изучает вопрос о самоуправлении для Севера (1965—1967)
В 1965 году правительство Канады создало Комиссию по развитию управления на Северо-Западных территориях под управлением Альфреда Карротерса, которую поэтому обычно называли «Комиссией Карротерса». Её задачей была разработка и оценка мер, касающихся создания самоуправления на Севере. Одним из наиболее заметных результатов её деятельности стал выбор нового места размещения для властей Территории.
Благодаря интенсивному общению с местными жителями те получили возможность повлиять на выводы комиссии (до этого практически все решения, касающиеся Территорий, принимались где-то далеко от них). За два года комиссия посетила практически все общины и пообщалась с огромным количеством людей на местах. В качестве кандидатур на роль официальной столицы комиссией было предложено пять вариантов: Хей-Ривер, Форт-Симпсон, Форт-Смит, Инувик и Йеллоунайф. Большинство жителей Северо-Западных территорий полагало, что будет выбран Форт-Смит, так как там уже находятся административные службы.

## Йеллоунайф, Северо-Западные территории (с 1967 года)
С 18 сентября 1967 года столицей Северо-Западных территорий официально стал Йеллоунайф. Комиссия Карротерса выбрала его за центральное местоположение, транспортную доступность, индустриальные возможности и с учётом предпочтений местных жителей. Однако в 1967 году Йеллоунайф ещё не был готов взять на себя столичные функции, и многие годы местом пребывания административных служб продолжал оставаться Форт-Смит, а правительственный Совет продолжал практику проведения законодательных сессий в различных населённых пунктах.
17 ноября 1993 года Законодательный совет въехал в новое, специально построенное здание. Это было первым за 88 лет (с момента переезда в Реджайну) специально построенным для правительства Северо-Западных территорий зданием. Постепенно в Йеллоунайфе собрались все гражданские службы, а правительство Территории восстановило полномочия, утерянные с 1905 года.
Уроки, связанные с переносами столицы Северо-Западных территорий, были учтены, когда в конце XX века начался процесс выделения их восточной части в отдельную территорию Нунавут: в 1995 году был проведён плебисцит по поводу столицы будущей Территории, на котором Икалуит получил в два раза больше голосов, чем Ранкин-Инлет.